# Solo (comic book)
Pour les articles homonymes, voir Solo.
Solo est un comic book anthologique publié par DC Comics de 2004 à 2006 sous la direction de Mark Chiarello. Dans la tradition de Showcase, un auteur avait carte blanche pour remplir les 48 pages de chaque numéro, avec la possibilité d'utiliser n'importe quel personnage DC.

## Contributeurs
1. Tim Sale (avec Jeph Loeb, Brian Azzarello, Darwyn Cooke et Diana Schutz)
2. Richard Corben (avec John Arcudi)
3. Paul Pope
4. Howard Chaykin
5. Darwyn Cooke
6. Jordi Bernet (avec John Arcudi, Joe Kelly, Andrew Helfer, Chuck Dixon et Brian Azzarello)
7. Mike Allred (avec Laura Allred et Lee Allred)
8. Teddy Kristiansen (avec Neil Gaiman et Steven T. Seagle)
9. Scott Hampton (en) (avec John Hitchcock)
10. Damion Scott (avec Rob Markmam et Jennifer Carcano)
11. Sergio Aragonés (avec Mark Evanier)
12. Brendan McCarthy (avec Howard Hallis, Steve Cook, Sir Trevor Goring, Robbie Morrison, Tom O'Connor et Jono Howard)

## Récompenses
- Prix Eisner 2006[2] :
  - Meilleure anthologie
  - Meilleure histoire courte pour « Teenage Sidekick », dans Solo n°3, de Paul Pope
  - Meilleur numéro pour Solo n°5, de Darwyn Cooke
- Prix Harvey 2006[3] :
  - Meilleure anthologie